# تالیا رایدر
تالیا رایدر (انگلیسی: Talia Ryder؛ زادهٔ ۱۶ اوت ۲۰۰۲) یک بازیگر اهل ایالات متحده آمریکا است.
خواهر کوچکتر رایدر، میمی، حرفه‌ای به عنوان یک هنرپیشه موزیکال با ایفای نقش در فیلم ماتیلدا موزیکال دارد. تالیا در سال ۲۰۲۰ از دبیرستان فارغ التحصیل شد.

## فیلم‌شناسی
- هرگز به‌ندرت گاهی همیشه (۲۰۲۰)
- داستان وست ساید (۲۰۲۱)
- استاد (۲۰۲۲)
- سلام، خداحافظ، و همه چیز در این بین (۲۰۲۲)
- انتقام بگیر (۲۰۲۲)
- شرق شیرین (۲۰۲۳)
- پول احمقانه (۲۰۲۳)
- جویکا (۲۰۲۳)
- مرگ کوچک (۲۰۲۴)
- نکن عزیزم! (۲۰۲۵)
- به یادبود (۲۰۲۵)
- ۴ بچه وارد بانک می‌شوند (۲۰۲۶)